# Кузьминське сільське поселення
Ку́зьминське сільське поселення — муніципальне утворення в складі Кезького району Удмуртії, Росія. Адміністративний центр — село Кузьма.
Населення — 786 осіб (2018; 858 у 2015, 1017 в 2012, 1091 в 2010, 1458 у 2002).
До 2006 року існувала Кузьминська сільська рада (селище Кузьма, присілки Акчашур, Березники, Гладко, Єфремово, Желтопі, Зючлуд, Кузьма, Нікітино, Таньонки, Уді, Філинці, Фокай, Шуралуд, починок Ільявир). До складу Юскинського сільського поселення відійшли присілки Акчашур, Березники, Єфремово, Зючлуд, Філинці, Шуралуд.

## Склад
До складу поселення входять такі населені пункти:
| Населений пункт    | Населення, осіб (2002) | Населення, осіб (2010) | Населення, осіб (2012) |
| ------------------ | ---------------------- | ---------------------- | ---------------------- |
| Гладко, присілок   | 30                     | 20                     | 20                     |
| Желтопі, присілок  | 337                    | 282                    | 268                    |
| Ільявир, починок   | 22                     | 17                     | 14                     |
| Кузьма, село       | 680                    | 510                    | 477                    |
| Кузьма, присілок   | 68                     | 52                     | 48                     |
| Нікітино, присілок | 1                      | 2                      | 2                      |
| Таньонки, присілок | 130                    | 80                     | 73                     |
| Уді, присілок      | 129                    | 79                     | 74                     |
| Фокай, присілок    | 61                     | 49                     | 41                     |

## Господарство
В поселенні діють школа (Кузьма), 2 садочки (№ 5, № 19), бібліотека (Кузьма), клуб (Кузьма), амбулаторія (Кузьма) та 2 ФАП (Таньонки, Кузьма).